# Giorgio Malan
Giorgio Malan (Turín, 27 de enero de 2000) es un deportista italiano que compite en pentatlón moderno.
Comenzó su carrera en el olimpismo en los Juegos de la Juventud de Buenos Aires 2018, donde obtuvo la sexta posición en el pentatlón moderno. En los Juegos Olímpicos de París 2024, logró una medalla de bronce en la prueba individual.
En los Juegos Europeos de Cracovia 2023 consiguió una medalla de oro en la prueba individual. Ganó dos medallas en el Campeonato Europeo de Pentatlón Moderno de 2024, oro en la prueba de relevo y plata individual.

## Medallero internacional
| Juegos Olímpicos   | Juegos Olímpicos   | Juegos Olímpicos  | Juegos Olímpicos |
| Año                | Lugar              | Medalla           | Competición      |
| ------------------ | ------------------ | ----------------- | ---------------- |
| 2024               | París (Francia)    | Medalla de bronce | Individual       |
| Juegos Europeos    |                    |                   |                  |
| Año                | Lugar              | Medalla           | Competición      |
| 2023               | Cracovia (Polonia) | Medalla de oro    | Individual       |
| Campeonato Europeo |                    |                   |                  |
| Año                | Lugar              | Medalla           | Competición      |
| 2024               | Budapest (Hungría) | Medalla de oro    | Relevo           |
| 2024               | Budapest (Hungría) | Medalla de plata  | Individual       |